# Mount Rorqual
Mount Rorqual ist ein steiler, felsiger und 1110 m hoher Berg nahe der Oskar-II.-Küste des Grahamlands auf der Antarktischen Halbinsel. Er ragt 8 km westlich des Mount Queequeg auf. Vom Cachalot Peak trennt ihn ein schmaler Gebirgskamm.
Das UK Antarctic Place-Names Committee benannte ihn 1976 nach der Familie der Furchenwale (englisch Rorquals).